# 骨間膜
骨間膜（こつかんまく、英：interosseous membrane）とは、2つの骨の間の空間にまたがる結合組織の厚く高密度な線維膜であり、広義の関節（結合）を形成する。
ヒトの体における骨間膜は次の通り。
- 前腕骨間膜（英語版）
- 下腿骨間膜（英語版）

## ギャラリー
- 前腕骨間膜の靱帯は、次の5つ。

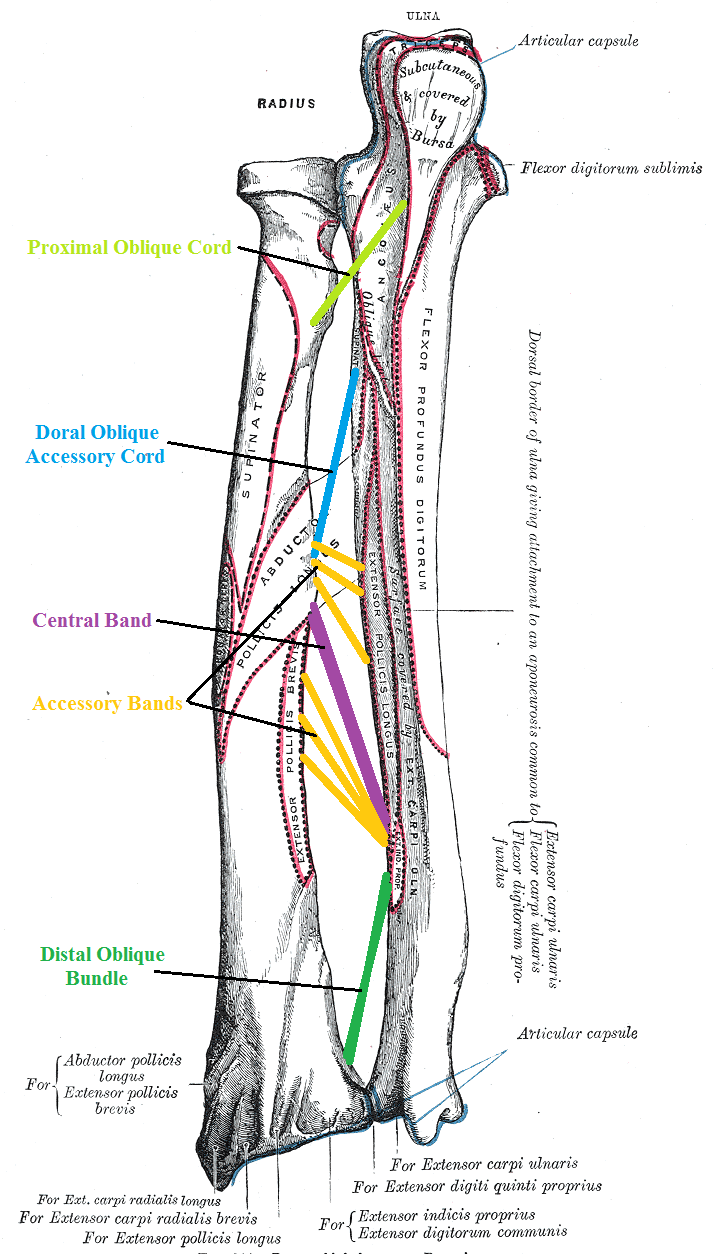
Central band (損傷が起きた場合には再建される重要な部分)
* Accessory band
* Distal oblique bundle
* Proximal oblique cord
* Dorsal oblique accessory cord

## 参照
1. ↑  “Interosseous Membrane - MeSH - NCBI”. www.ncbi.nlm.nih.gov. 2024年1月26日閲覧。